# Abby Donnelly
Abigail „Abby“ Donnelly (* 23. Juli 2002) ist eine US-amerikanische Schauspielerin. Sie wurde vor allem durch ihre Rollen als Darbie O’Brien in Das geheimnisvolle Kochbuch und als Lizzie McGrath in der Netflix-Serie Malibu Rescue bekannt.

## Leben
Abby Donnelly wurde am 23. Juli 2002 in Kalifornien geboren. Ihre erste Rolle erhielt sie in der Serie American Horror Story. Danach folgten weitere kleine Rollen in verschiedenen Shows, bevor sie von 2016 bis 2019 die Rolle der Darbie O’Brien in Das geheimnisvolle Kochbuch übernahm. Im Spin-off Das geheimnisvolle Kochbuch: Mystery City übernahm sie diese Rolle erneut. Seit 2019 spielt sie die Rolle der Lizzie McGrath in der Serie Malibu Rescue und den dazugehörigen Filmen.

## Filmografie
- 2012: American Horror Story als Peggy Cartwright
- 2013: Suburgatory als Jenni
- 2013: Anger Management als Stacy
- 2013: Adam Devine's House Party als Lady Trooper #1
- 2016: Criminal Minds als Helen McGill
- 2016–2019: Das geheimnisvolle Kochbuch als Darbie O’Brien
- 2019: Malibu Rescue: The Movie als Lizzie McGrath
- 2019–2020: Malibu Rescue: The Series als Lizzie McGrath
- 2019: Stumptown als Jennifer Harris
- 2020: Das geheimnisvolle Kochbuch: Mystery City als Darbie O’Brien
- 2020: Malibu Rescue: The Next Wave als Lizzie McGrath[1][2]